# Raymond Castans
Pour les articles homonymes, voir Castans (homonymie).
Raymond Castans est un journaliste et écrivain français, également dramaturge et scénariste, né le
5 septembre 1920 à Saint-Christol (Hérault) et mort le 29 septembre 2006, à Générargues.

## Biographie
Il est le fils de Joseph Castans, instituteur et de Blanche Cazalet. Après des études juridiques à Montpellier, Raymond Castans entre comme journaliste à Samedi Soir en 1945, puis à Paris Match en 1949. En 1966 il rejoint Radio Télé Luxembourg qui vient d'être rebaptisé RTL. Il est de retour à Paris Match, en 1969, comme directeur de la rédaction, revient en 1973 à RTL où il est d'abord secrétaire général des programmes, puis en 1978 directeur général des programmes. En 1985, il est nommé membre de la Haute autorité de la communication audiovisuelle par Alain Poher, président du Sénat. 
Doté d'un réel talent de plume, Raymond Castans a pris plaisir à écrire des pièces et des adaptations pour le théâtre de divertissement, rencontrant notamment un vif succès avec Auguste, écrit en 1957 pour Fernand Raynaud.
Proche de Pagnol, Brassens, Cocteau, Fernandel, il a consacré d'alertes biographies à ses amis et à ceux qu'il admirait. 
Marié le 29 décembre 1945 avec Magali Soutoul, il a trois enfants : Françoise, épouse de Frédéric Musso, Olivier et Philippe.
Parvenu à l'âge de la retraite, Raymond Castans s'était installé à Générargues où il est mort en septembre 2006.

## Œuvres
- Marcel Pagnol m'a raconté, Éditions de la Table ronde, 1975 [rééd. Folio, 1976]
- Fernandel m'a raconté, Éditions de la Table ronde, 1976
- Il était une fois Marcel Pagnol, Julliard, 1978 - Prix Roland de Jouvenel de l’Académie française 1979
- Les Films de Marcel Pagnol, Julliard, avec André Bernard, 1982
- Les Meilleurs Amis du monde, J.-C. Lattès, 1985
- Marcel Pagnol, biographie, Éditions de la Seine, 1987
- Parlez-moi du Fouquet's, avec le concours de Jenny-Paule Casanova de Rabaudy, J.C. Lattès, 1989
- Dictionnaire de l'esprit, 2000 citations de Rabelais à Voltaire, Éditions de Fallois, 1991
- Album Pagnol, Éditions de Fallois, 1993
- Sacha Guitry, Éditions de Fallois, 1993
- Nouveau dictionnaire de l'esprit : 2000 citations de Voltaire à Raymond Devos, Éditions de Fallois, 1994
- Dictionnaire de l'esprit mal tourné : 800 citations polissonnes de Pétrone à Jean XXIII, Éditions de Fallois, 1995  (ISBN 2-87706-256-2)
- L'Amateur d'anecdotes, Éditions de Fallois, 1998
- L'Impossible Monsieur Raimu, Éditions de Fallois, 1999
- Raymond Castans, Pagnol et Monaco, Monaco, Rocher, 2000, 125 p. (ISBN 978-2-268-03819-3)

## Théâtre
Auteur
- 1955 : Le Pirate, théâtre de la Madeleine
- 1957 : Auguste, théâtre des Nouveautés
- 1972 : Ah ! la Police de papa, théâtre des Bouffes Parisiens

Adaptateur
- 1964 : Sur le chemin du forum… de Burt Shevelove (en) et Larry Gelbart, théâtre du Palais-Royal
- 1964 : Comment réussir dans les affaires sans vraiment se fatiguer de Frank Loesser et Abe Burrows (en), théâtre de Paris
- 1966 : Seule dans le noir de Frederick Knott, théâtre Édouard-VII
- 1970 : Libres sont les papillons de Leonard Gershe, théâtre Montparnasse
- 1971 : Rendez-vous au Plazza de Neil Simon, théâtre Saint-Georges
- 1973 : Le Grand Standing de Neil Simon, théâtre Saint-Georges
- 1973 : Charlie et Bobby de Neil Simon, théâtre Fontaine
- 1977 : Rendez-vous à Hollywood de Neil Simon, théâtre Fontaine

## Filmographie
Scénariste ou dialoguiste
- 1953 : Une fille dans le soleil
- 1956 : La Terreur des dames de Jean Boyer
- 1961 : Auguste de Pierre Chevalier
- 1962 : En avant la musique de Giorgio Bianchi
- 1963 : Le Voyage à Biarritz de Gilles Grangier
- 1963 : Le Bon Roi Dagobert de Pierre Chevalier
- 1963 : La Cuisine au beurre de Gilles Grangier